# حمید قاسمی
حمید قاسمی شال (زاده ۱۳۴۶) زندانی سیاسی محکوم به اعدام است.

## بازداشت و زندان
حمید قاسمی شهروند ایرانی و کانادایی سال ۸۷ برای دیدار با اعضای خانواده‌اش به ایران آمد که برادرش ناخدا یکم البرز قاسمی به اتهام جاسوسی بازداشت شد. حمید برای پیگیری وضعیت برادرش پس از چندین بار مراجعه به حفاظت اطلاعات ارتش با همان اتهام در ۲۴ خرداد ماه ۱۳۸۷ بازداشت شد.
ناخدا یکم البرز قاسمی شال، ۵۱ ساله فرمانده سابق مرکز آموزش تخصصهای دریائی رشت، با سابقه ۲۹ سال عضویت در نیروی دریایی ارتش داشت و ۵ سال سابقه حضور در جنگ، پنج سال بود که بازنشسته شده بود و در تهران زندگی می‌کرد. وی در اردیبهشت ۸۷ بازداشت شد و به فاصله کمی حمید قاسمی نیز یازداشت می‌شود. هردو آنان حدود ۱۸ ماه در سلولهای انفرادی و سپس در بند ۳۵۰ زندان اوین به‌سر برده و به اتهام خبررسانی به سازمان مجاهدین خلق در دادگاه اول ارتش به اعدام محکوم می‌شوند.
برادر وی البرز قاسمی در ۲۹ اردیبهشت سال ۱۳۸۸ بر اثر بیماری در زندان اوین در حالی که وی نیز به اعدام محکوم شده بود درگذشت.
حمید قاسمی پس از مهاجرت به کانادا و پیش از دستگیری ۸ بار به ایران سفر کرده بود. تنها مدرک مورد استناد حفاظت اطلاعات ارتش برای جاسوسی وی یک صفحه کاغذ چاپی بود که مدعی بودند ایمیلی است که از سوی حمید برای البرز فرستاده شده، در حالیکه کارشناس رسمی دادگستری این ادعا را از لحاظ فنی رد و بازپرس اولیه هم اتهام جاسوسی را رد کرده بود. اما مأمورین حفاظت اطلاعات پرونده را از دادگاه نظامی را به دادگاه انقلاب بردند و برای حمید و برادرش حکم اعدام گرفتند.

## حکم اعدام
مقامات وزارت امور خارجه دولت فدرال کانادا به همسر قاسمی شال گفته‌اند هنوز در حال پیگیری این پرونده هستند.
آلکس نیو، دبیرکل سازمان عفو بین‌الملل در کانادا مصرانه از اتاوا خواسته‌است تا برای آزادی حمید قاسمی شال تلاش کند.
گیتی پورفاضل وکیل مدافع حمید قاسمی برای اعاده دادرسی، پرونده را برای تخفیف مجازات به کمیسیون عفو فرستاده‌است و تا زمانیکه کمیسیون پاسخ نداده‌است حکم اعدام اجرا نمی‌شود.
پروین قاسمی، خواهر حمید قاسمی، در مصاحبه با کمپین بین‌المللی حقوق بشر ایران از صدور حکم اعدام برادرش خبر داد. وکیل پرونده همچنین معتقد است که حکم صادر شده به این دلیل است که «متأسفانه در حال حاضر آن قدر سطح دانش در قوه قضاییه پایین است که اصلاً تحلیل قضایی نمی‌کنند.» پروین قاسمی، خواهر حمید قاسمی شال در فروردین ۱۳۹۱ در گفتگو با مسیح علی‌نژاد از ارسال پرونده اعدام برادر زندانی خود به اجرای احکام زندان اوین خبر می‌دهد و می‌گوید: «یک برادرم (البرز قاسمی) وقتی در اوین زندانی بود گفتند به دلیل سرطان درگذشت، حالا هم حکم اعدام برادرم حمید را به اجرای احکام اوین فرستاده‌اند، شما را به خدا کمک مان کنید، نگذارید این برادرم را از ما بگیرند. حمید هیچ کاری نکرده، حمید حتی فعال سیاسی هم نیست.»